# Lunar Pool
Lunar Pool is een computerspel dat werd ontwikkeld door het Japanse computerspellenbedrijf Compile en werd uitgegeven door Pony Canyon. Het simulatiepel werd in 1985 uitgebracht voor de MSX en de Nintendo Entertainment System. In 2007 volgde een release voor de Wii. In het spel kan op een futuristische manier pool biljart gespeeld op 32 verschillende tafels. Het spel kan alleen of tegen een andere speler gespeeld worden.

## Platforms
| Jaar | Platform              |
| ---- | --------------------- |
| 1985 | MSX, NES, PC-88       |
| 2007 | Virtual Console (Wii) |

## Ontvangst
| Beoordeeld door | Platform              | Datum            | Score |
| --------------- | --------------------- | ---------------- | ----- |
| HonestGamers    | NES                   | 1 juni 2013      | 70%   |
| Player One      | NES                   | juli 1992        | 59%   |
| Nintendo Life   | Virtual Console (Wii) | 24 augustus 2007 | 50%   |